# زمین‌لرزه ۱۹۴۸ عشق‌آباد
زمین‌لرزه عشق‌آباد  در تاریخ ۵ اکتبر ۱۹۴۸ میلادی، برابر با ‎۱۳ مهر ۱۳۲۷، ساعت ۲۰:۱۲:۰۵ به زمان یوتی‌سی در ترکمنستان ، منطقه عشق‌آباد رخ داد. بزرگی آن ۷٫۲ در مقیاس Mw اعلام شده‌است. زمین‌لرزه به وقت محلی در روز سه‌شنبه، ساعت -۰٫۵ روی داده و منطقه زمانی آن یوتی‌سی +۳٫۵ بوده‌است .
سازمان زمین‌شناسی آمریکا نیز جای این زمین‌لرزه را در مختصات ۳۷°۵۴′شمالی ۵۸°۳۶′شرقی / ۳۷٫۹°شمالی ۵۸٫۶°شرقی و بزرگی آنرا برابر با ۷٫۲ در مقیاس ریشتر اعلام کرده‌است.
شمار کشتگان زمین‌لرزه حدود ۱۹۸۰۰ نفر بوده‌است.تعداد زخمیان ۱۰۰۰۰ نفر برآورده شده‌است.
این زمین‌لرزه سبب ویرانی گسترده‌ای شد. بسیاری از بی‌جاشدگان براثر زمین‌لرزه، با عبور از مرز، به ایران پناهنده شدند و فرزندان و نوادگان آنان امروزه شهروند ایران هستند.
زمین‌لرزه ۱۹۴۸ عشق‌آباد باعث جان باختن مادر و دو برادر صفرمراد نیازف، رئیس جمهوری ترکمنستان شد. مادر نیازف، قربان‌سلطان اجه نام داشت. "عطا مراد نیازاف " پدر رئیس جمهوری ترکمنستان در جریان جنگ جهانی دوم کشته شده بود و به این خاطر زمین‌لرزه ۴۸ باعث یتیم شدن صفرمراد نیازف شد.